# Håkan von Eichwald

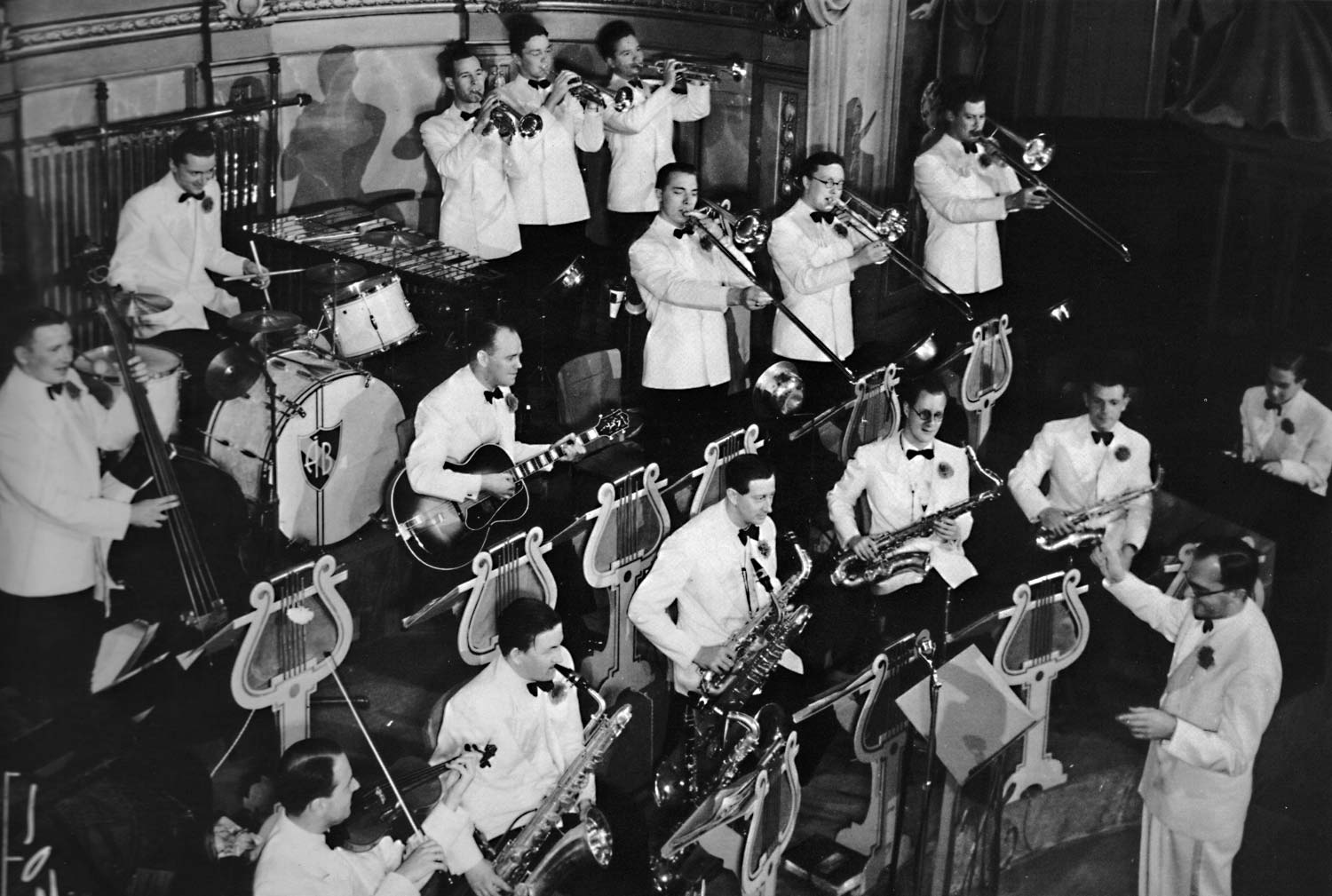
Håkan von Eichwald mit seinem Orchester, 1938.

Håkan Ingvar von Eichwald (* 2. April 1908 in Turku, Finnland; † 1. Mai 1964 in Malmö) war ein schwedischer Komponist und Orchesterleiter.

## Leben und Wirken
Eichwald, der früh Klavierunterricht erhielt, studierte zunächst in Helsinki, um seine Studien dann in Würzburg und Wien fortzusetzen. 1926 ging er nach Schweden, wo er als Pianist im Vasa-Theaterorchester in Stockholm arbeitete, das er zwischen 1927 und 1930 leitete. Dann gründete er ein eigenes Orchester, mit dem er im Kaos und anderen Tanzcafes von Stockholm auftrat. 1932 trat er in Deutschland auf, wo er als „schwedischer Jazzkönig“ gefeiert wurde und zahlreiche Platten aufnahm. 1934 übernahm Arne Hülphers dieses Tanzorchester.
Ab 1937 leitete Eichwald ein neues Orchester. In den Jahren 1939 und 1940 konnte Eichwald bei weiteren Deutschlandtourneen, wo er im Femina-Palast auftrat, nicht ganz an seine früheren Erfolge anschließen, spielte aber auch 1939 in Berlin Platten ein. Dann war er als Operettenkapellmeister des Vasatheater tätig. Zwischen 1945 und 1959 dirigierte er das Helsingborger Symphonieorchester. Ab 1962 war er am Malmö stadsteater beschäftigt.
Eichwald schrieb zwischen 1943 und 1956 zehn Filmmusiken.
Zwischen 1929 und 1935 war er mit der Schauspielerin Maritta Marke und ab 1936 mit der Tänzerin Ingrid Tunér verheiratet.

## Diskographische Hinweise

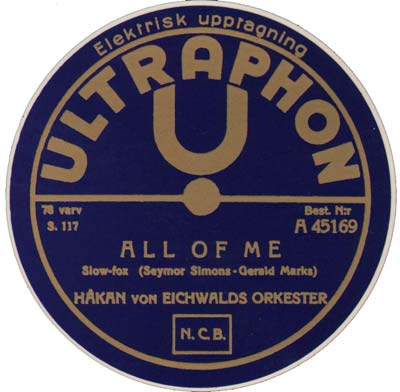
Aufnahme seiner Erkennungsmelodie bei Ultraphon

Eichwald nahm mehr als dreihundert Titel auf, vor allem Unterhaltungsmusik, u. a. für das Label Tri-Ergon Photo-Electro-Records. Überwiegend Jazztitel sind auf dem folgenden Album versammelt
- Håkan von Eichwalds orkester 1932 & 1939. LP. Telestar : TR 11144. 1974.[2]

## Filmographie
- Carl Milles en världsberömd svensk (1955)
- När syrenerna blomma (1952)
- Wir sind für einander bestimmt (1950)
- Min syster och jag (1950)
- Hjärter Knekt (1950)
- Frökens första barn (1950)
- Sjösalavår (1949)
- Kvinna i vitt (1949)
- Bohus Bataljon (1949)